# Sự di cư của cá

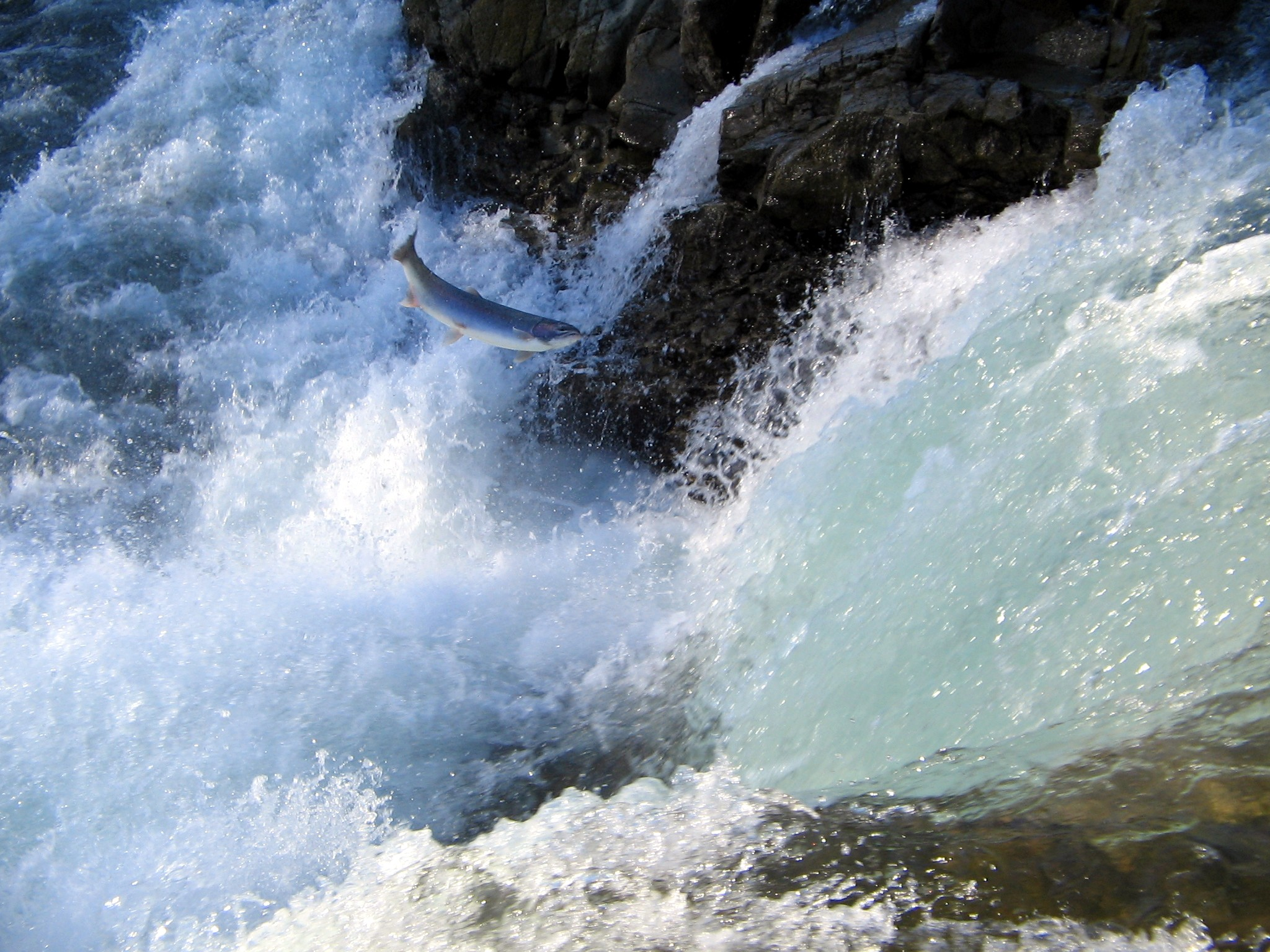
Nhiều loại cá hồi sống phần nhiều thời gian ngoài biển nhưng lại sinh sản trong vùng nước ngọt. Chúng di cư những đoạn đường xa để lên các con sông hay suối để sinh sản.

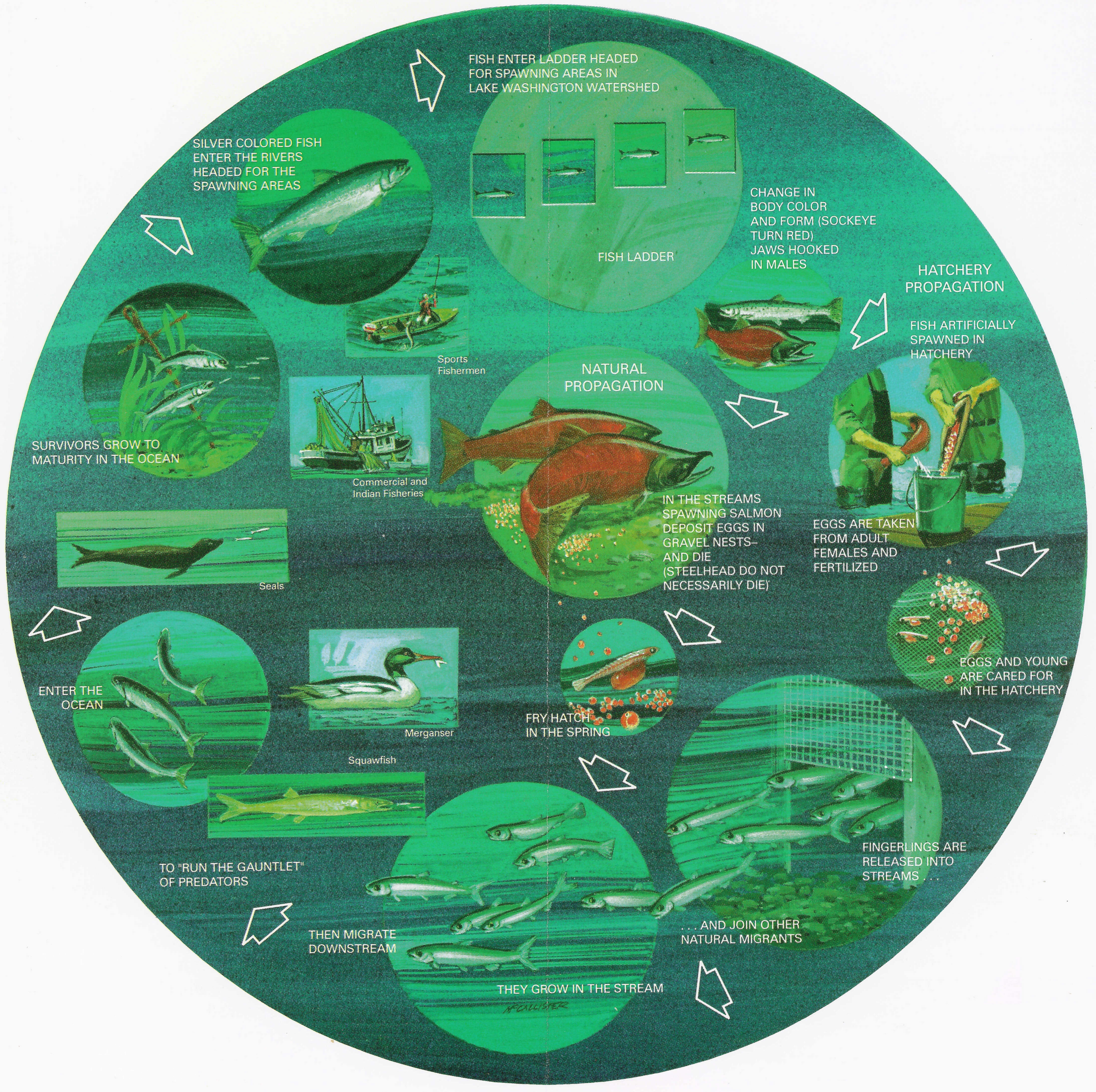
Vòng đời của cá sống ở nước mặn sinh sản ở nước ngọt. Sách nhỏ hướng dẫn của Chính phủ Liên bang Hoa Kỳ. (Bấm vào để mở hình to hơn.)

Có rất nhiều loại cá thực hiện việc di cư theo một cơ bản đều đặn. Chu kỳ thời gian di cư của nhiều loại cá khác nhau thì khác nhau, từ trong ngày đến trong năm. Những đoạn đường di cư của các loại cá khác nhau thì cũng khác nhau, từ vài trăm mét đến hàng ngàn kilômét. Mục đích cá di cư thường có liên quan đến hoặc là đi tìm thức ăn hoặc là sinh sản. Tuy nhiên có những trường hợp lý do di cư của cá vẫn chưa được biết đến.

## Xếp loại
Cá di cư được xếp loại như sau:
1. Diadromous: cá di chuyển giữa nước ngọt và nước mặn. (tiếng Hy Lạp: 'Dia' có nghĩa là "giữa") Có ba loại cá diadromous:
  - anadromous là loại cá sống phần lớn ở biển, sinh sản trong vùng nước ngọt (tiếng Hy Lạp: 'Ana' có nghĩa là "lên trên")
  - catadromous là loại cá sống trong nước ngọt, sinh sản trong biển (tiếng Hy Lạp: 'Cata' có nghĩa là "xuống dưới")
  - amphidromous là loại cá di chuyển giữa nước ngọt và nước mặn trong một phần vòng đời của chúng, nhưng không phải để sinh sản (tiếng Hy Lạp: 'Amphi' có nghĩa là "cả hai")
2. potamodromous là loại cá chỉ di cư trong nước ngọt. (tiếng Hy Lạp: 'Potamos' có nghĩa là "sông")
3. oceanodromous là loại cá chỉ di cư trong vùng nước mặn. (tiếng Hy Lạp: 'Oceanos' có nghĩa là "đại dương")

Di cư thẳng đứng trong ngày là một hình thức thường thấy. Nhiều loại sinh vật biển di chuyển lên mặt biển vào ban đêm để tìm thức ăn, sau đó quay trở xuống đáy biển trong thời gian ban ngày. 

## Các loài
Một trong các loại cá sống ở nước mặn và sinh sản ở nước ngọt nổi tiếng nhất là cá hồi Thái Bình Dương. Chúng đẻ trứng trong các dòng suối nước ngọt nhỏ, đi xuống biển và sống ở đó vài năm, rồi quay về chính các con suối mà chúng được sinh ra để đẻ trứng và chết ngay sau đó. Cá hồi có khả năng lội hàng trăm kilômét lên thượng nguồn, và người ta phải xây các thang cá trong các đập nước để cho cá hồi vượt qua đập. Các ví dụ khác về cá sống nước mặn và sinh sản ở nước ngọt là cá hồi biển, three-spined stickleback, và cá bẹ. Loại cá sống nước ngọt và sinh sản ở nước mặn đáng chú ý nhất là lươn nước ngọt thuộc chi Anguilla. Khi còn là ấu trùng chúng trôi trong biển cả, đôi khi hàng tháng hoặc hàng năm, trước khi di chuyển hàng ngàn cây số trở về các dòng suối gốc của chúng. Một số loài cá biển như cá ngừ di cư từ bắc đến nam và ngược lại hàng năm theo sau sự biến đổi nhiệt độ trong đại dương. Điều này rất quan trọng đối với việc đánh bắt cá. Việc di cư của cá nước ngọt thường ngắn hơn, thường thường là từ hồ đến suối hay ngược lại cho mục đích sinh sản.